# Дневники вампира (сезон 4)
Четвёртый сезон американского телесериала «Дневники вампира», премьера которого состоялась на телеканале The CW 11 октября 2012 года, а финальный эпизод вышел 16 мая 2013 года. 3 мая 2012 года телеканал продлил сериал на четвёртый сезон.
В этом сезоне 20 эпизод послужил встроенным пилотом для спин-оффа «Дневников вампира» под названием «Первородные».

## Сюжет
После аварии на мосту, Елена стала вампиром и приспособилась к новой жизни (чему не все рады). Обнаруживается, что существует лекарство от вампиризма. Клаус и Стефан заинтересованы в том, чтобы найти его: один планирует и дальше создавать гибридов для пополнения своей "армии", а другой имеет в планах вернуть Елене прежнюю человеческую жизнь. Вскоре слухи о лекарстве начинают распространяться, в связи с чем многие хотят его получить.

## В ролях

### Основной состав
- Нина Добрев — Елена Гилберт / Кэтрин Пирс
- Пол Уэсли — Стефан Сальваторе / Сайлас
- Иэн Сомерхолдер — Дэймон Сальваторе
- Стивен Р. Маккуин — Джереми Гилберт
- Катерина Грэм — Бонни Беннет
- Зак Рериг — Мэтт Донован
- Кэндис Аккола — Кэролайн Форбс
- Майкл Тревино — Тайлер Локвуд / Клаус Майклсон
- Джозеф Морган — Клаус Майклсон

| - Клэр Холт — Ребекка Майклсон / Сайлас - Дэвид Алпей — профессор Аттикус Шейн / Сайлас - Грейс Фиппс — Эйприл Янг - Фиби Тонкин — Хейли Маршалл - Маргарит Макинтайр — шериф Элизабет «Лиз» Форбс / Сайлас - Тодд Уильямс — Коннор Джордан - Рик Уорти — Руди Хопкинс - Натаниэль Бузолич — Кол Майклсон - Чарли Бьюли — Гален Вон - Сьюзан Уолтерс — Кэрол Локвуд - Ариэль Кеббел — Лекси Брэнсон - Дэниел Гиллис — Элайджа Майклсон - Жасмин Гай — Шейла Беннет / Сайлас | - Алисса Диас — Кимберли - Мэттью Дэвис — Аларик Зальцман / Сайлас - Торри Девито — Мередит Фелл - Пол Тефлер — Александр - Скотт Паркс — Сайлас - Майкл Рейли Бурк — пастор Янг - Камилл Гуати — Кэйтлин Шейн / Сайлас - Синтия Аддай-Робинсон — Айя - Блейк Худ — Дин - Сердариус Блэйн — Крис - Мэйделин Зима — Шарлотта - Адина Портер — Нанди Ламарш - Персия Уайт — Эбби Беннет-Уилсон - Чарльз Майкл Дэвис — Марсель Жерар - Даниэлла Пинеда — Софи Деверо - Леа Пайпс — Камилла О’Коннелл - Каллард Харрис — Тьерри Ванчур - Эка Дарвилл — Диего - Малайя Дрю — Джейн-Энн Деверо |

## Эпизоды
| № общий | № в сезоне | Название                                                             | Режиссёр          | Автор сценария                     | Дата премьеры   | Зрители в США (млн) |
| --- | ---------- | -------------------------------------------------------------------- | ----------------- | ---------------------------------- | --------------- | ------------------- |
| 67 | 1          | «Возрастающая боль» «Growing Pains»                                  | Крис Грисмер      | Кэролайн Драйз                     | 11 октября 2012 | 3,18                |
| Елена просыпается наутро после аварии и понимает, что то, чего она боялась больше всего на свете, произошло — она умерла с кровью вампира в организме и теперь должна будет пройти через ужасную процедуру обращения, чтобы стать вампиром… или же умереть. Стефан обещает Елене, что они с Бонни испробуют все способы помочь ей. Дэймон зол на Стефана за то, что тот позволил Елене погибнуть в аварии, а также вымещает своё раздражение и гнев на Мэтте. Ситуация осложняется тем, что Аларик перед смертью рассказал совету кто есть кто, и теперь совет отстранил от должностей мэра Локвуд, шерифа Форбс и доктора Фелл, а пастор Янг возглавил охоту на вампиров и тех, кто их поддерживает. Им удается поймать Стефана, Елену и Ребекку. Кэролайн тоже оказывается в их руках, но ее спасает Тайлер/Клаус на глазах у Ребекки. Умирая, Елена рассказывает Стефану, что оказалась на мосту, потому что возвращалась к нему - из братьев она выбрала Стефана. Ребекка тронута тем, как Стефан и Елена преданы друг другу и помогает добыть кровь для завершения обращения Елены. Пришедшему им на помощь Деймону Елена говорит, что все забытые воспоминания к ней вернулись, а он говорит, что спас бы её, чтобы у нее было её человеческое будущее. Бонни дважды использует черную магию: сперва чтобы спасти Елену, второй раз из-за шантажа Клауса/Тайлера, который хочет получить назад свое тело. В результате чего духи ведьм наказывают бабушку Бонни. Клаус собирает вещи, чтобы уехать. Ребекка в ярости рвет все пакеты с кровью Елены-человека, потому что он не спас её, тогда Клаус отрекается от Ребекки и сворачивает шею. Елена и Стефан снова вместе. Пастор Янг убивает себя и всех членов совета, взорвав газ в своем доме. |            |                                                                      |                   |                                    |                 |                     |
| 68 | 2          | «Поминки» «Memorial»                                                 | Роб Харди         | Джули Плек и Джосе Молина          | 18 октября 2012 | 2,91                |
| Елена пытается бороться с последствиями обращения в вампира, в то время как Стефан и Дэймон доходят чуть ли не до драки в споре о том, что для неё лучше. Организм Елены отторгает кровь животных. Елена просит Дэймона помочь ей, но без вреда человеку. Тогда Дэймон дает Елене свою кровь и просит её не говорить об этом Стефану. В город приезжает некий Коннор Джордан, который ведет свое расследование взрыва газа на ферме пастора Янга и начинает расспрашивать шерифа Форбс. Навестив мэра Локвуд, Коннор стреляет в Тайлера, и тому приходится бежать. Необычные пули и действия Коннора быстро убеждают Стефана в том, что они имеют дело с опасным охотником на вампиров. На похороны отца в город возвращается Эйприл Янг и поступает в школу Мистик Фоллс. На поминальной мессе в честь погибших членов совета у Елены случается приступ, Деймон успевает ей помочь, но Коннор готовит всем ловушку. Он тяжело ранит Эйприл, и, пока она истекает кровью, готовится расстрелять тех, кто отреагирует на запах крови. Тайлер приносит себя в жертву, и во время паники всем удается сбежать. Кэролайн помогает Елене перебороть жажду крови и учит внушению. Елена делает Эйприл внушение. На случайной встрече в баре Джереми делает Коннору замечание о его татуировке, чему удивлены Коннор и Мэтт, потому что она невидимая. Елена в раздрае, и Стефан устраивает вечер памяти с японскими фонариками в честь всех погибших, на который зовет всех друзей. Дэймон отказывается в этом участвовать, но сам приходит на могилу Аларика, потому что скучает по единственному другу. |            |                                                                      |                   |                                    |                 |                     |
| 69 | 3          | «Яростная» «The Rager»                                               | Лэнс Андерсон     | Брайан Янг                         | 25 октября 2012 | 2,87                |
| Коннор проникает в больницу к Тайлеру, вкалывает ему парализующее лекарство, берет образец слюны оборотня из его рта и уходит, оставив Тайлера в недоумении. Мэтт, чувствуя вину перед Еленой, позволяет ей пить свою кровь. Клаус возвращается в город, чтобы приставить охрану к Тайлеру - теперь он охраняет оставшихся гибридов. В то же время к Тайлеру неожиданно приезжает Хэйли, девушка-оборотень, которая помогла ему разрушить связь с Клаусом. Тайлер скрывает её от Кэролайн, а Клаус уличает Тайлера в измене Кэролайн. Елена пытается вести нормальную жизнь и продолжает обучение в школе Мистик Фоллс. Ребекка остается в Мистик Фоллс и тоже продолжает ходить в школу, где они с Еленой переходят в постоянную опасную конфронтацию. Коннор уличает Мэтта в помощи вампирам и Мэтт указывает на Ребекку, чтобы спасти Елену. На вечеринке, устроенной Ребеккой, Коннор отравляет напитки слюной оборотня, и Елена с Ребеккой начинают галлюцинировать в предсмертной агонии. Коннор говорит Джереми, что он избран быть охотником на вампиров и пытается убедить его работать вместе. Джереми рассказывает об этом Дэймону, и они придумывают план поимки охотника, к которому привлекают доктора Фелл и Клауса. Поймав Коннора, Клаус и Дэймон пытаются его допросить, когда Коннор готов совершить самоубийство. В разговоре Дэймон упоминает о тату охотника, и Клаус в тайне спасает Коннора, когда тот активирует детонатор взрывчатки. Стефан просит Клауса помочь Елене, и тот соглашается, упомянув, что теперь ситуация изменилась, и он стал заинтересован в Елене. Ребекка предлагает Эйприл помощь в расследовании смерти совета и её отца пастора Янга, найдя в ней родственную душу. |            |                                                                      |                   |                                    |                 |                     |
| 70 | 4          | «Пятеро» «The Five»                                                  | Джошуа Батлер     | Бретт Мэттьюз и Ребекка Соненшайн  | 1 ноября 2012   | 3,27                |
| Дэймон, Елена и Бонни едут в колледж Уитмор, где профессор Шейн преподает оккультизм, предмет, которому раньше обучала студентов бабушка Бонни. На студенческой костюмированной вечеринке Дэймон пользуется моментом, чтобы показать Елене, как нужно выбирать жертву. Попытка Ребекки заслужить прощение Мэтта не имеет успеха, но она озадачена неожиданными новостями от Клауса. Стефан расспрашивает Клауса о мотивах Коннора, и Клаус рассказывает ему о давней встрече с могущественной группой охотников, но по-настоящему Стефана шокирует информация, которую ему рассказала Ребекка. Профессор Шейн встречается с Коннором, чтобы обсудить, для чего он несколько лет назад обратил Коннора в охотника, а также о "Братстве пяти". |            |                                                                      |                   |                                    |                 |                     |
| 71 | 5          | «Убийца» «The Killer»                                                | Крис Грисмер      | Майкл Нардуччи                     | 8 ноября 2012   | 3,02                |
| Стефан и Клаус создают союз, чтобы сдержать опасность, которую Коннор спустил на город. Коннор берёт Джереми, Мэтта и Эйприл в заложники в баре Мистик Гриль. Мнения Стефана и Дэймона о том, как лучше действовать, сильно расходятся, и Елена снова оказывается меж двух огней. Клаус отправляет одного из своих гибридов по имени Дин (приглашенная звезда Блейк Худ) противостоять Коннору. Кэролайн удивлена, увидев Хейли в особняке Локвудов. Стефан нейтрализует Деймона и спасает Мэтта и Эйприл. Коннору удается подстрелить Джереми, когда к делу внезапно подключается Елена. Стефан уводит Коннора в пещеры, где их уже поджидает Дэймон. В яростной схватке Дэймон готов вырвать Стефану сердце, и ему приходится сказать Дэймону, что Коннор ключ к лекарству для Елены. Однако, в это время Елена ловит убегающего Коннора и сворачивает ему шею. А в это время профессор Шейн помогает Бонни перешагнуть через свои страхи и чувство вины. Кэролайн устраивает Тайлеру сцену ревности из-за Хейли, на что он ей говорит, что им выгодно, чтобы Клаус так думал - это уловка, чтобы отвлечь его от их главной цели. Джереми обнаруживает у себя проявляющуюся татуировку охотника, но умалчивает об этом. Елену начинает гложить чувство вины за то, что она убила человека, а также у нее начинаются галлюцинации. |            |                                                                      |                   |                                    |                 |                     |
| 72 | 6          | «Мы все сходим с ума» «We All Go a Little Mad Sometimes»             | Венди Станцлер    | Эван Блейвейс и Джули Плек         | 15 ноября 2012  | 2,84                |
| В галлюцинациях Елену преследует Коннор. Защищаясь от его нападения, Елена случайно убивает Джереми, ударив его ножом в шею. Клаус предлагает свою помощь для Елены говоря, что галлюцинации будут преследовать того, кто убил охотника, пока он не убьет себя. Но есть альтернатива - если появится новый охотник. Для этого "кандидат" должен убить вампира. С помощью Кэролайн удается уговорить Клауса, чтобы для этого он пожертвовал одним из своих гибридов. Джереми убивает гибрида и становится охотником, его татуировка растет. Галлюцинации Елены пропадают в тот момент, когда она находится на грани самоубийства. Профессор Шейн рассказывает Бонни и Дэймону историю древнего колдовства. Также Шейн просит Бонни, чтобы она пришла к нему, когда охотник завершит всю татуировку и Бонни соглашается. Между Стефаном и Еленой происходит разговор, в котором он делает предположение о чувствах Елены к Деймону, и Елена уже не может их отрицать. Поэтому Стефан разрывает отношения. Мэтт сообщает Дэймону новости о профессоре Шейне: Мэтт выяснил, что пастор Янг был с ним на прямой связи в последний месяц и, особенно, в день взрыва. |            |                                                                      |                   |                                    |                 |                     |
| 73 | 7          | «Сторож брату моему» «My Brother’s Keeper»                           | Джефри Хант       | Кэролайн Драйз и Элизабет Финч     | 29 ноября 2012  | 2,86                |
| Кэролайн делает всё, чтобы помочь Стефану и Елене в не самый лучший период их жизни. Дэймон пытается убедить Стефана помочь ему узнать мотивы профессора Шейна, но Стефан решает воплотить в жизнь иной план вместе с Клаусом. На ежегодном праздновании «Мисс Мистик Фоллс» Елена и Кэролайн помогают Эйприл выбрать платье, а Тайлер и Хейли вместе работают над «секретным проектом». Дэймон говорит профессору Шейну о его подозрениях, направленных против него. Будучи напуганным кошмарами, похожими на реальность, Джереми просит Мэтта о помощи, но ситуация накаляется раньше, чем кто-либо этого ожидал. |            |                                                                      |                   |                                    |                 |                     |
| 74 | 8          | «У нас всегда будет Бурбон-стрит» «We’ll Always Have Bourbon Street» | Джесси Уорн       | Чарли Шарбонно и Хосе Молина       | 6 декабря 2012  | 2,42                |
| Когда Стефан высказывает Дэймону свои подозрения по поводу Елены, у того не остается иного выбора, кроме как помочь Стефану в расследовании. В поисках ответов Дэймон и Стефан отправляются в Новый Орлеан, чтобы выяснить, удастся ли им найти кого-нибудь, кто помнит события, происходившие во время их последнего визита в 1942-м, в том числе и одну из бывших пассий Дэймона по имени Шарлотта. Пока братьев Сальваторе нет в городе, Елена, Кэролайн и Бонни проводят девичник, и страсти накаляются, когда Елена делится шокирующими новостями. Хейли убеждает Тайлера серьёзно поговорить с одной из гибридов Клауса, Кимберли (Алисса Диас), и ситуация быстро принимает жестокий оборот. И наконец, Дэймону приходится принять сложное решение. |            |                                                                      |                   |                                    |                 |                     |
| 75 | 9          | «О, придите, все верующие» «O Come, All Ye Faithful»                 | Паскаль Верскурис | Майкл Дж. Синкуемани и Джули Плек  | 13 декабря 2012 | 2,81                |
| На улицах Мистик Фоллс проходит тематическая вечеринка «Страна зимних чудес», а Стефан и Кэролайн оказываются на ножах с Тайлером из-за его плана, касающегося Клауса и гибридов. Когда Кэролайн предлагает способ решения проблемы, Хейли даёт понять, что она в этом участвовать не будет. Позже Клаус совершает открытие, которое приводит к настоящему хаосу и жестокости: он убивает всех 12 гибридов, но не может найти Тайлера. В отместку он убивает мэра Локвуд. В это время Елена и Дэймон отправляются в домик Гилбертов у озера, чтобы помочь Джереми побороть опасных внутренних демонов. В этом им помогают Бонни и профессор Шейн, который рассказывает историю из прошлого, от которой все теряют дар речи. Эйприл вынимает кинжал из тела Ребекки и она воскресает. |            |                                                                      |                   |                                    |                 |                     |
| 76 | 10         | «Внеклассное занятие» «After School Special»                         | Дэвид Фон Энкен   | Бретт Мэттьюз                      | 17 января 2013  | 2,95                |
| Ребекка внезапно появляется в школе и не тратит время зря. Она под внушением заставляет Стефана, Елену и Кэролайн ответить на интересующие её вопросы о поиске лекарства, а также о последних событиях, которые он пропустила. Елена рассказывает, что она с Дэймоном по любви, а не из-за кровной связи. Ребекка в качестве издёвки предлагает стереть у Стефана все воспоминания о Елене и он просит ее сделать это. но Ребекка отказывается. Отец Бонни, Руди Хопкинс, соглашается на должность исполняющего обязанности мэра, и главной задачей для него становится защита дочери; а вот она чувствует себя некомфортно из-за того, что он вдруг решил играть роль заботливого папочки в её жизни. В домике у озера Дэймон и Мэтт тренируют Джереми, пытаясь улучшить его охотничьи навыки, но Клаус не хочет ждать и вмешивается, чтобы ускорить процесс. Он создает вампира, чтобы Джереми продолжил их убивать, а его татуировка продолжала увеличиваться. Профессор Шейн поддерживает Бонни, чтобы она поверила в себя и свои силы и дарит ей кулон из человеческой кости. Коул похищает Шейна для Ребекки, чтобы узнать, где лекарство, но Шейн говорит, что ему нужен только Сайлас, которого он жаждет разбудить. Коул убивает Шейна, несмотря на недовольство Ребекки. Но в это время Бонни, пытаясь с помощью кулона связаться с Шейном создает связь Шейна с Эйприл, и она тоже почти умирает, но Шейн воскресает, а Эйприл спасает Стефан, дав ей свою кровь. Елена звонит Деймону и признается в любви, говоря, что это самое настоящее чувство в ее жизни. Стефан полон ненависти к брату и заключает сделку с Ребеккой для поиска лекарства. |            |                                                                      |                   |                                    |                 |                     |
| 77 | 11         | «Поймай меня, если сможешь» «Catch Me If You Can»                    | Джон Дал          | Брайан Янг и Майкл Нардуччи        | 24 января 2013  | 2,71                |
| Клаус создает с дюжину новых вампиров и заставляет Джереми охотиться на них, натравив их на Мэтта. Дэймону и Елене приходится прийти на помощь Джереми. Ребекка сообщает Стефану, что Шейн проговорился о том, что лекарство закопано вместе с первородным вампиром Сайласом, и что у него есть надгробный камень, с помощью которого можно воскресить Сайласа. Шериф Форбс и мэр Хопкинс арестовывают профессора Шейна по заявлению Эйприл о его причастности к смерти членов Совета Основателей, Бонни задаёт ему вопросы о себе, и ответы Шейна доводят её до крайности своих возможностей. Наступает день, и Дэймон с Джереми выходят на охоту на новых вампиров Клауса, но обнаруживают, что Коул опередил их. Коул даёт понять, что ни перед чем не остановится, чтобы убедить всех отказаться от поиска лекарства, потому что это может пробудить Сайласа. Когда Дэймон остается в заложниках у Коула, Елена обращается к Клаусу за помощью. Клаус приказывает Коулу не трогать Джереми и отпустить Дэймона. Коул исполняет, но внушает Дэймону убить Джереми. Ребекка и Стефан пытаются найти надгробный камень в кабинете Шейна, когда туда заходит некто. Они пытаются допросить его, но человек откусывает себе язык и убивает себя. Стефан и Ребекка понимают, что он был загипнотизирован, а значит, в игре есть кто-то третий. Дэймон понимает, что действует под внушением и просит Джереми бежать, а Елена звонит Стефану с просьбой о помощи. Дэймон находит Джереми и просит убить себя, но Джереми стреляет ему в голову, а не в сердце. Стефан успевает предотвратить трагедию, после чего запирает обескровленного Дэймона в подвале. Джереми в ярости, что Клаус продолжает давить на него, а Коул ищет, чтобы убить. Тогда Елена предлагает Джереми убить одного первородного - Коула, тогда с Дэймона спадет внушение, а с Коулом умрет вся его линия вампиров - чего должно хватить для полного завершения татуировки. |            |                                                                      |                   |                                    |                 |                     |
| 78 | 12         | «Вид на убийство» «A View To A Kill»                                 | Брэд Тернер       | Ребекка Соненшайн                  | 31 января 2013  | 2,56                |
| После того. как Ребекка отказывается помочь Клаусу остановить Коула и защитить Джереми, Клаус обращается за помощью к Стефану. Мэр Хопкинс отменяет отменяет школьные тематические танцы, посвященные 1980-м, а также пускает вербену по водопроводу города. В это время Елена предлагает Коулу встретиться, но он напрашивается на встречу в ее доме. Елена пытается задержать Коула, пока Джереми идет за помощью к Бонни, а Мэтт идет искать клинок в квартире у Ребекки. В это время Стефан отвлекает Ребекку, воссоздав для неё отмененную вечеринку танцев в стиле 80-х в закрытой школе. Клаус усложняет и без того напряженную ситуацию между Стефаном и Дэймоном, раскрывая некоторые секреты личной жизни Стефана, а затем обращается к Дэймону за советом. Бонни вынуждают остаться дома ее родители - отец приглашает Эбби на помощь, и Эбби отключает Бонни порошком из трав. Коул покидает Елену, обещая рассмотреть ее предложение, но возвращается снова, когда Джереми приходит домой без Бонни. Коул врывается в дом и нападает на Гилбертов, которые проигрывают в неравной схватке с древним вампиром. Когда Джереми оказывается на мгновение от смерти, Елена атакует Коула, и Джереми удается убить его. Клаус появляется на пороге в момент смерти Коула и в бешенстве нападает на Елену и Джереми, но Бонни успевает обезвредить его и запереть заклинанием в доме Гилбертов. Друзья собираются в доме у братьев Сальваторе. Дэймон освободился от внушения Коула, Стефан принес надгробный камень, который ему отдала сама Ребекка, а у Джереми, наконец, проявляется вся татуировка. Бонни говорит, что у них есть 3-4 дня на поиски захоронения Сайласа, пока временное заклятие, запирающее Клауса, не потеряет силу. |            |                                                                      |                   |                                    |                 |                     |
| 79 | 13         | «На волю» «Into the Wild»                                            | Майкл Элловитц    | Керолайн Драйз                     | 7 февраля 2013  | 2,50                |
| Шейн привозит Бонни, Джереми, Елену, братьев Сальваторе и Ребекку на пустынный остров у побережья Новой Шотландии, где, как он считает, и находится лекарство. По пути вглубь острова Елена и Ребекка ведут ожесточённое соперничество, Стефан прикладывает все усилия, чтобы сохранить миролюбивую обстановку. Дэймон подозревает, что Шейн ведет двойную игру - особенно после того, как внезапно пропадает Джереми, а потом и Бонни. Он связывает и пытает Шейна, чтобы узнать о ловушке. Шейн рассказывает новую информацию о легенде про могущество колдуна Сайласа вместе со своей личной историей. Он сообщает, что для снятия заклинания нужно сделать три жертвоприношения. Дэймон понимает, что они все нужны для третьего жертвоприношения, а Шейн не отрицает. Шейн провоцирует Дэймона, говоря о том, что будет с их отношениями, когда Елена снова станет человеком. Елене удается остановить Дэймона от импульсивного убийства Шейна, а также она повторяет о своих чувствах к Дэймону и предлагает ему вместе выпить лекарство и прожить человеческую жизнь, но Дэймон отвергает предложение, в то время как Стефан говорит о том, что мечтает стать человеком. А в Мистик Фоллс Тайлер приходит позлорадствовать над Клаусом, но происходит трагедия, когда Кэролайн приходит их усмирить. Тайлер предлагает служить Клаусу взамен на противоядие для Кэролайн, но Клаус отказывает. Тогда Тайлер оставляет Кэролайн умирать перед глазами Клауса. Кэролайн говорит Клаусу, что знает о его любви. Клаус поддается чувствам и спасает Кэролайн. Шейн сбегает и в глубине леса встречается с помощником - ведьмаком, который похитил Джереми, а также колдовством помог привести Бонни. Елена предлагает Ребекке перемирие, отдав ей кол из белого дуба. На Дэймона в лесу нападает некто, который оказывается еще одним охотником.                                                                                             |            |                                                                      |                   |                                    |                 |                     |
| 80 | 14         | «В кроличью нору» «Down The Rabbit Hole»                             | Крис Грисмер      | Хосе Молина                        | 14 февраля 2013 | 2,31                |
| Охотник по имени Вон - один из "Братства Пяти", и его цель - воскресить и убить Сайласа, как это было задумано создателями Братства. Он ведет за собой связанного Дэймона в поисках Шейна, Бонни и Джереми, а также сообщает Деймону - доза лекарства всего одна и она предназначена только для Сайласа. Елена, Ребекка и Стефан находят следы борьбы и понимают, что Дэймон попал в беду. Елена просит Кэролайн найти меч, который прячет Клаус, чтобы расшифровать карту-татуировку с его помощью. Тайлер находит меч и криптекс внутри него, который написан на арамейском. По "счастливой" случайности Клаус владеет арамейским, но отказывается помочь с расшифровкой. Он меняет свое мнение, когда Тайлер и Кэролайн пытаются свести расшифрованные слова воедино, но не говорит им самую важную деталь. Стефан рассказывает Елене свои истинные намерения по поводу возможности снова стать человеком. Когда Ребекка звонит узнать, как продвигаются дела с расшифровкой, Клаус кричит ей, что доза лекарства только одна и Ребекка должна успеть получить ее. Когда Елены нет рядом, Ребекка делится этим секретом со Стефаном, но, не найдя в нем союзника, вырубает его. Тайлер понимает, что теперь Клаус убьет его, но Кэролайн удается получить для Тайлера фору, и он с горечью покидает Мистик Фоллс. Шейн приводит Джереми и Бонни в пещеру, где покоится тело Сайласа. Спускаясь в тоннель, он ломает ногу, а Бонни и Джереми уходят на поиски лекарства. Сайлас воздействует на Бонни и Шейна видениями с их умершими близкими, но Джереми удается отрезвить Бонни. Они пытаются отсоединить лекарство от окаменевшего тела Сайласа, когда на них нападает охотник Вон и тяжело ранит Бонни. Внезапно появившаяся Кэтрин вырубает Вона и дает Сайлосу выпить кровь Джереми, после чего Джереми умирает, а Кэтрин ворует лекарство.                                                                                            |            |                                                                      |                   |                                    |                 |                     |
| 81 | 15         | «Будь рядом со мной» «Stand By Me»                                   | Лэнс Андерсон     | Джули Плек                         | 21 февраля 2013 | 2,91                |
| Бонни пропадает, как и тело Сайласа. Дэймон и Ребекка остаются искать ее, пока Стефан отвозит домой Елену и тело Джереми. На Дэймона нападает очнувшийся охотник Вон, но Дэймон нейтрализует его. Угрозами Дэймон и Ребекка узнают у Вона, что он был в сговоре с Кэтрин, а Кэтрин была в сговоре с оборотнем Хейли. Вон показывает Ребекке маску Сайласа и предупреждает, что никто не видел его лица и он может оказаться кем угодно. Елена верит, что еще есть шанс воскресить Джереми и надеется на помощь Бонни. Тело Джереми начинает разлагаться, и Стефан вынужден позвать доктора Фэлл, чтобы она констатировала смерть Джереми Елене и забрала его тело для похорон, но Елена впадает в ярость. Тогда Мэтт берет Елену на прогулку. Бонни просыпается в лесу и видит Шейна с целой ногой. Он говорит, что его исцелил Сайлас, но Джереми не выжил. Шейн убеждает Бонни, что Сайлас поможет воскресить всех погибших, но для этого Бонни должна совершить ритуал жертвоприношения. Бонни сама находит Дэймона, и он отвозит ее в Мистик Фоллс. Дэймон рассказывает Стефану, что Бонни не в себе и у нее промыты мозги. А Бонни собирает друзей, чтобы рассказать им о плане Шейна, но все приходят в ужас от этой идеи. Внезапная истерика Елены и попытка поджечь тело Джереми вместе с собственным домом пугают друзей, и Стефан просит Дэймона помочь Елене, но он делает иначе и убеждает Елену отключить чувства. Доктор Шейн поджидает Бонни у ее дома, чтобы узнать, как отреагировали ее друзья на его план. Тем временем Ребекка все еще на острове. Оставив Вона связанным в пещере, в лесу она натыкается на лежащего со сломанной ногой профессора Шейна. Тем временем Елена все равно сжигает дом с молчаливого согласия братьев Сальваторе. |            |                                                                      |                   |                                    |                 |                     |
| 82 | 16         | «Зажигай» «Bring It On»                                              | Джесси Уарн       | Элизабет Финч и Майкл Нардуччи     | 14 марта 2013   | 2,41                |
| С тех пор, как Елена отключила чувства, она выходит из-под контроля, намеренно нарываясь на неприятности и оставляя повсюду трупы. Братья Сальваторе и Кэролайн пытаются вернуть ее к нормальной жизни и отправляют в школу. Дэймон просит Елену вести себя хорошо, а Елена просит Кэролайн вернуть ее в команду черлидеров. Кэролайн приятно удивлена и помогает подруге, но Елена прямо в школе убивает девушку из другой команды, а потом подстраивает падение Кэролайн во время выступления. Хейли назначает встречу Клаусу, и Дэймон уличает его в этом. Дэймон просит Клауса свести его с Хейли, чтобы узнать у нее о Кэтрин, в чьих руках находится лекарство и которая теперь опасна для Клауса. Клаус дает Дэймону наводку на вампира, который знает о Кэтрин. Тем временем шериф Форбс сообщает Стефану, что в городе начинают пропадать запасы крови из больниц. Дэймон и Ребекка занимаются поисками укушенного Клаусом вампира, который оказывается одним из давних друзей Дэймона. Но Дэймон вырывает у него сердце. Елена ищет возможность улизнуть из-под надзора Стефана и устраивает вечеринку в его доме. Ей удается сбежать после нападения на шерифа Форбс. Стефану приходится позвать на помощь Дэймона, и они успевают разнять драку Елены и Кэролайн в моменте, когда Елена почти втыкает кол в Кэролайн. Дэймон больше не может влиять на Елену, потому что их связь оборвалась, когда Елена отключила чувства. Поэтому Дэймон решает сменить обстановку и тайно увозит Елену развеяться в Нью-Йорк. Тайлер удаленно переписывает свой дом на Мэтта и отправляет Кэролайн прощальное письмо. Между Клаусом и Хейли происходит близость, и он замечает у нее родимое пятно, которое встречал раньше. |            |                                                                      |                   |                                    |                 |                     |
| 83 | 17         | «Это всё ночь» «Because the Night»                                   | Гаррет Стоувер    | Брайан Янг и Чарли Шарбонно        | 21 марта 2013   | 2,65                |
| Понимая, что Елене необходимо провести какое-то время вдали от Мистик Фоллс, Дэймон берёт её в Нью-Йорк, где он жил и скрывался в 1970-х годах. Когда Ребекка также появляется в Нью-Йорке, её поражают тайные намерения Елены. Флешбеки рассказывают о гедонистическом образе жизни Деймона в подпольном клубе и его серьёзной стычке с Лекси. Тем временем Кэролайн и Стефан пытаются убедить Клауса, что в его же интересах помочь им выследить Сайласа, а Бонни изо всех сил борется, чтобы удержаться в реальном мире и поступить правильно. |            |                                                                      |                   |                                    |                 |                     |
| 84 | 18         | «Американская готика» «American Gothic»                              | Келли Сайрус      | Эван Блейвейс и Хосе Молина        | 28 марта 2013   | 2,46                |
| Елена и Ребекка отправляются на поиски Кэтрин и оказываются в маленьком городке в Пенсильвании, где Елена неожиданно сталкивается со старым знакомым – с Элайджей. Стефан и Дэймон обеспокоены психическим состоянием Елены и намерены поступать так, как будет лучше для неё, но она явно не собирается упрощать им задачу. Дэймон не знает, как реагировать, когда Стефан раскрывает свои внезапные планы. А в Мистик Фоллс тем временем Кэролайн неохотно помогает Клаусу, и он неожиданно переосмысливает силы Сайласа. |            |                                                                      |                   |                                    |                 |                     |
| 85 | 19         | «Твои фотографии» «Pictures of You»                                  | Дж. Миллер Тобин  | Нил Рейнольдс и Керолайн Драйз     | 18 апреля 2013  | 2,14                |
| В Мистик-Фоллс проводится выпускной бал. Приняв решение, которое приводит Клауса в бешенство, Элайджа предлагает Ребекке испытание, способное изменить её жизнь. Кэролайн понимает, что её планы на выпускной вечер разрушены из-за Елены, и она обращается к Клаусу за советом, чем немало его удивляет. Пытаясь достучаться до Елены, Дэймон и Стефан приходят на выпускной, но вечер выходит из-под контроля, несмотря на все их усилия. Когда Елена делает то, чего никто не ожидал, Мэтт просит Ребекку помочь. Бонни делает ужасающее открытие, а Клаус получает послание, которое может всё изменить. |            |                                                                      |                   |                                    |                 |                     |
| 86 | 20         | «Первородные» «The Originals»                                        | Крис Грисмер      | Джули Плек                         | 25 апреля 2013  | 2,24                |
| Руководствуясь таинственным посланием о том, что в Новом Орлеане назревает заговор против него, Клаус отправляется в город, который он и его семья помогли построить. Вопросы приводят его к воссоединению со своим бывшим протеже Марселем, харизматичным вампиром, который имеет полный контроль над людскими и сверхъестественными жителями Нового Орлеана. Решив помочь своему брату обрести искупление, Элайджа следует за Клаусом и вскоре узнаёт, что еще и Хейли вернулась во Французский квартал в поисках ответов на вопросы, касающихся её семейной истории, и попала в руки сильной ведьмы Софи. Тем временем в Мистик Фоллс, Дэймон и Стефан придерживаются своего плана касательно Елены, а Кэтрин раскрывает неожиданную уязвимость для Ребекки и просит её передать сообщение. |            |                                                                      |                   |                                    |                 |                     |
| 87 | 21         | «Она свихнулась» «She’s Come Undone»                                 | Дарнелл Мартин    | Майкл Нардуччи и Ребекка Соненшайн | 2 мая 2013      | 2,17                |
| Дэймон и Стефан прибегают к жестокому способу спровоцировать включение человечности Елены, а Кэролайн расстраивается, когда её попытка вмешаться оказывается неудачной. Когда Елена находит способ, чтобы заставить братьев Сальваторе прекратить блефовать, они обращаются за помощью к неожиданному источнику. Мэтт даёт Ребекке несколько непрошеных советов, касающихся её жизненного выбора, и она пытается помочь ему в ответ. У Кэролайн случается запутывающая и опасная стычка с Клаусом, а Кэтрин ведёт себя весьма подозрительно, когда Бонни делает ей предложение, которое, как она обещает, будет выгодно им обеим. |            |                                                                      |                   |                                    |                 |                     |
| 88 | 22         | «Восставшие мертвецы» «The Walking Dead»                             | Роб Харди         | Брайан Янг и Кэролайн Драйз        | 9 мая 2013      | 2,28                |
| С приближением выпускного дня, Кэролайн пытается отвлечь Елену, сосредоточив её внимание на простых задачах, таких как рассылка заявлений, но Елену ничто не отвлечёт от её новой навязчивой идеи. Шериф Форбс вызывает Дэймона и Стефана в больницу, где кто-то напал на пациентов. Всё ещё пытаясь вынудить Кэтрин помочь ей, Бонни не собирается отказываться от своего плана, чтобы победить Сайласа. Поскольку сильный шторм становится причиной отключения электроэнергии во всем Мистик Фоллс, внезапно появляются призраки - некоторые с благими намерениями, а кто-то с жаждой отомстить. |            |                                                                      |                   |                                    |                 |                     |
| 89 | 23         | «Выпускной» «Graduation»                                             | Крис Грисмер      | Кэролайн Драйз и Джули Плек        | 16 мая 2013     | 2,24                |
| В день вручения аттестатов Мистик Фоллс кишит призраками, которые намерены свести старые счеты. Жизнь Дэймона находится в опасности после одной призрачной встречи, в то время как Мэтт и Ребекка объединили свои силы в борьбе с призраком, полным решимости найти лекарство. Поскольку все собираются на церемонии вручения аттестатов, призраки объединяются, а помощь приходит от маловероятного героя. Кэролайн получает трогательный и неожиданный подарок на выпускной, а Бонни приводит в действие план по закрытию завесы. Елена принимает решение касательно братьев Сальваторе и сталкивается с Кэтрин. И наконец, Стефан обнаруживает ужасающий ключ к разгадке тайны, окружающей Сайласа. |            |                                                                      |                   |                                    |                 |                     |